# Jogos Piscatórios
Os Jogos Piscatórios ou Jogos dos Pescadores (em latim: Ludi Piscatorii) eram um festival da Roma Antiga celebrado em 7 de junho no século III a.C. em honra ao Pai Tibre (Tiberino). O feriado foi celebrado pelos pescadores de Roma; a celebração foi direcionada pelo pretor. Todos os peixes que era capturados neste dia eram sacrificados no fogo no Templo de Vulcano.